# بن نایت (بازیکن فوتبال)
بن نایت (انگلیسی: Ben Knight؛ زادهٔ ۱۴ ژوئن ۲۰۰۲) بازیکن فوتبال است.
وی همچنین در تیم‌های ملی فوتبال زیر ۱۷ سال انگلستان و زیر ۱۸ سال انگلستان بازی کرده‌است.